# Nematopaguroides
Nematopaguroides is een geslacht van kreeftachtigen uit de klasse van de Malacostraca (hogere kreeftachtigen).

## Soorten
- Nematopaguroides fagei Forest & de Saint Laurent, 1968
- Nematopaguroides pusillus Forest & de Saint Laurent, 1968